# Lektionar 12
Lektionar 12 (nach der Nummerierung von Gregory-Aland als sigla ℓ 12 bezeichnet) ist ein griechisches Manuscript des Neuen Testaments auf Pergamentblättern (Vellum). Mittels Paläographie wurde es auf das 13. Jahrhundert datiert.

## Beschreibung
Der Kodex enthält Lektionen aus den Evangelien nach Johannes, Matthäus und Lukas. Es ist ein Lektionar (Evangelistarium) mit einigen Lakunae.
Es wurde in griechischen Minuskeln auf 366 Pergamentblättern (30,5 × 23 cm) geschrieben. Jede Seite hat 2 Spalten und 24 Zeilen.
Ursprünglich gehörte das Manuskript Colbert, wie auch die Lektionare ℓ 7, ℓ 8, ℓ 9, ℓ 10, ℓ 11. Die Handschrift wurde von Wettstein und Scholz untersucht. 
Der Kodex befindet sich jetzt in der Bibliothèque nationale de France (Gr. 310) in Paris.